# تقویت‌کننده خطا (الکترونیک)

ساختار داخلی

کاربرد

تقویت‌کننده خطا معمولاً در مدارهای کنترل ولتاژ تک‌جهته بازخوردی مشاهده می‌شود، جایی که ولتاژ خروجی نمونه به مدار تحت کنترل باز خورد می‌شود و با ولتاژ مرجع پایدار مقایسه می‌شود. هر تفاوتی بین این دو ولتاژ خطای جبران‌ساز را ایجاد می‌کند که ولتاژ خروجی را به سمت مشخصات طراحی حرکت می‌دهد.
تقویت‌کننده خطا اساساً همان چیزی است که نام آن می‌گوید، یعنی یک سیگنال خطا را تقویت می‌کند. این خطا بر اساس تفاضل بین سیگنال مرجع و سیگنال ورودی است. همچنین می‌تواند به عنوان تفاضل بین دو ورودی انگاشته شود. این‌ها معمولاً به دلیل سازوکار خود-اصلاحی خودشان با حلقه‌های بازخورد استفاده می‌شوند. آن‌ها یک مجموعه پایه با ورودی وارون و ناوارون دارند، آنچه مسبب آن است که خروجی اختلاف ورودی‌ها باشد.

## افزاره‌ها
- ترانزیستورهای گسسته
- تقویت‌کننده‌های عملیاتی

## کاربردها
- منبع تغذیه تثبیت‌شده
- تقویت‌کننده‌های توان DC
- تجهیزات اندازه‌گیری
- سازوکارسِروو